# The Revelation
The Revelation (en español: La revelación) es el tercer álbum de estudio de la banda japonesa de post-hardcore Coldrain, fue lanzado el 17 de abril de 2013 por VAP en Japón y el 23 y 24 de junio de 2014 respectivamente en Europa y Norteamérica por Hopeless Records. También se lanzó una edición de lujo en Australia y Nueva Zelanda el 8 de agosto.
El álbum serviría como una desviación de su sonido punk rock anterior de Final Destination (2009) y The Enemy Inside (2011), que en cambio se volvió más pesado y estuvo más influenciado por el metalcore en el álbum que dura poco más de 43 minutos.

## Antecedentes
Tras el lanzamiento del EP Through Clarity en 2012, la banda iría al estudio con David Bendeth una vez más para grabar la continuación de The Enemy Inside en diciembre de 2012. La banda terminaría haciendo una presentación navideña acústica exclusiva de "Carry On" en el estudio para mostrar el progreso del nuevo disco. El 15 de marzo de 2013, la banda anunció en sus plataformas de redes sociales que lanzarían el nuevo título The Revelation el 17 de abril y que lanzarían el primer sencillo una vez que hubieran logrado 5000 retuits en la publicación del anuncio. La canción principal, "The Revelation", se lanzaría como primer sencillo del disco el 1 de abril.
Cuando la banda firmó con Hopeless Records en abril de 2014, la banda anunció que re-lanzarían The Revelation con una reedición internacional que se lanzaría los días 23 y 24 de junio de ese mismo año en Europa y América del Norte.

## Composición
El álbum ha sido descrito por la crítica como post-hardcore, metalcore, metal alternativo, rock alternativo, hard rock, y pop punk.

## Recepción
El álbum de estudio debut a nivel mundial, The Revelation, recibió una respuesta polarizada por parte de la crítica en general. Las críticas positivas fueron muy favorables, sin embargo, el lanzamiento también recibió muchas críticas negativas.
Los principales elogios para The Revelation consistieron en las melodías y la voz limpia del líder Masato Hayakawa. Max Barrett de Rock Sound, quien calificó el álbum con un 6/10, señaló que: "Con la calidad para fusionar un enfoque melódico y maduro con su oído para un estribillo limpio y pegadizo ("Given Up On You"), Nagoya- Chuck en las secciones más venenosas, de estilo metalcore (la canción principal), sin mencionar el extraño solo de rip ("Time Bomb"), y aquí hay suficiente variación para formalmente presentar Coldrain al mundo." Este punto fue reiterado por Kersten Lison de la revista Twilight: "El metalcore es extremadamente dinámico y enérgico. Además, puede convencer con una agradable nota melódica, que es extremadamente pegadiza y pegadiza, pero sin caer en lo arbitrario. Esto le da al Suenan con una enorme ligereza a pesar de la dureza típica del género, que rara vez se escucha en esta forma ("Behind The Curtain"). Lo ideal para el verano. Casi como una agradable y refrescante lluvia de verano."
Muchas de las canciones fueron fuertemente elogiadas por DJ Robintje, quien escribió para Avo-Magazine, quien comentaría sobre el himno como si cantara "The War is On". ""The War Is On" comienza con una introducción suave y relativamente corta. A esto le sigue un canto que comienza lentamente y luego introduce suaves gruñidos. La alternancia entre las voces y los gruñidos tiene un equilibrio agradable. La batería y la guitarra están claramente presentes, con un ritmo fuerte y convincente. A pesar de las voces bastante oscuras, inmediatamente estarás de humor para unirte, lo que me hace querer gritar junto con el coro. Sin duda, una canción que se popularizará durante las presentaciones en vivo." Luego también elogiaron la muy diversa "Time Bomb", "Time for the quinta canción llamada "Time Bomb". Esta pista comienza con una introducción de guitarra y algunas líneas de bajo sólidas. El vocalista suena más dinámico y agresivo que antes, que se apoya en reverberaciones durante la parte rápida. La guitarra juega un papel muy importante en esta pista, que se complementa con un ritmo muy agradable. ¡El solo de guitarra más adelante en la canción es fantástico! Una canción con mucha variedad, que aún forma un hermoso todo."
Sin embargo, en una crítica más negativa, Rasmus Peters de Metal.de criticaría duramente la falta de originalidad del disco en su conjunto. "Líricamente en los caminos de Bullet for My Valentine, pero sin llegar a los estribillos ni a las sentadillas ni a las bondades que tienen o tuvieron sin lugar a dudas. Incluso Linkin Park, cuando todavía eran adorados en cualquier patio de colegio convencional, están muy lejos. "Para Coldrain. Simplemente carece de toda chispa de originalidad, no poca. No ayuda que el material de la canción en sí esté sólidamente arreglado y producido".

## Lista de canciones
Todas las letras escritas por Masato Hayakawa, toda la música compuesta por Ryo Yokochi, excepto donde se indique lo contrario.
Edición japonesa
| N.º | Título               | Duración |  |
| 1.  | «The War Is On»      | 3:32     |  |
| 2.  | «The Revelation»     | 4:14     |  |
| 3.  | «Falling Forever»    | 3:18     |  |
| 4.  | «Behind the Curtain» | 3:17     |  |
| 5.  | «Next to You»        | 3:56     |  |
| 6.  | «Time Bomb»          | 3:09     |  |
| 7.  | «Voiceless»          | 3:18     |  |
| 8.  | «Chasing Dreams»     | 4:15     |  |
| 9.  | «Given Up on You»    | 3:16     |  |
| 10. | «Carry On»           | 3:25     |  |

| Edición internacional |                      |          |  |
| N.º                   | Título               | Duración |  |
| 1.                    | «The War Is On»      | 3:32     |  |
| 2.                    | «The Revelation»     | 4:14     |  |
| 3.                    | «Fade Away»          | 3:44     |  |
| 4.                    | «Given Up on You»    | 3:16     |  |
| 5.                    | «Time Bomb»          | 3:06     |  |
| 6.                    | «You Lie»            | 3:42     |  |
| 7.                    | «Evolve»             | 3:35     |  |
| 8.                    | «Behind the Curtain» | 3:17     |  |
| 9.                    | «Aware and Awake»    | 3:46     |  |
| 10.                   | «Voiceless»          | 3:18     |  |
| 11.                   | «March On»           | 4:04     |  |
| 12.                   | «Chasing Dreams»     | 4:15     |  |

| Edición de lujo (Australia) |                   |          |  |
| N.º                         | Título            | Duración |  |
| 11.                         | «Aware and Awake» | 3:46     |  |
| 12.                         | «Evolve»          | 3:33     |  |
| 13.                         | «You Lie»         | 3:42     |  |
| 14.                         | «Fade Away»       | 3:42     |  |
| 15.                         | «March On»        | 4:03     |  |
| 16.                         | «House of Cards»  | 4:20     |  |

## Personal
Coldrain
- Masato Hayakawa – Voz principal, letras
- Ryo Yokochi - guitarra principal, programación, composición
- Kazuya Sugiyama – Guitarra rítmica
- Ryo Shimizu - Bajo
- Katsuma Minatani - batería